# Jan Kuiper
Jan Kuiper (* 5. Februar 1957 in Zevenhuizen) ist ein niederländischer Musiker des Fusionjazz (Gitarre, Komposition), der sich auch der Weltmusik und der Improvisierten Musik zugewendet hat.

## Leben und Wirken
Kuiper lernte seit dem 15. Lebensjahr Gitarre. Von 1976 bis 1980 studierte er am Konservatorium in Groningen bei Willem van Lier klassische Gitarre studierte. Seit seinem zwanzigsten Lebensjahr ist er als professioneller Musiker tätig, zunächst im Rocklager. In den späten 1970er Jahren Kuiper gehörte er zur Big Band 67 von Lex Jasper (mit Jenne Meinema) und zum Trio Semper Fata. Zudem spielte auch mit Look at the Sky, einem Rock-Jazz-Trio um Alan Laurillard. Ab Ende 1983 trat er im Duo mit dem Gitarristen Piet Hoeksma auf (den er 1988 in der Gruppe der Sängerin Greetje Bijma ersetzte). Kuiper, der 1984 den Middelsee Jazz Prijs gewann, wurde von Juror Leo Cuypers in dessen Brull-Band geholt, mit der er ein Album aufnahm und bis 1986 spielte.
1985 bildete er mit Paul Stocker, Niko Langenhuijsen und Pierre Courbois die Formation Compass, die 1987 das Album Sans Titre einspielte. Von 1985 bis 1993 war er zudem Mitglied des Quartetts von Maarten van Norden. Ab Herbst 1985 leitete er ein eigenes Quartett, zu dem Sean Bergin, Ernst Glerum und Hans Hasebos gehörten. Mit Maarten van Norden bildete er die Funk-Jazz-Gruppe Future Shock, die bis 1994 existierte und mehrere Alben veröffentlichte. Für die Gruppe komponierte er auch. 1985 wurde er von der SJIN mit dem Podium Award ausgezeichnet. Mit den beiden früheren Preisträgern Wolter Wierbos und Paul van Kemenade bildete er das Improvisations-Trio Podium 3, das bis 2007 konzertierte, auch international (etwa auf dem Festival International de Jazz de Montréal) auftrat und mehrere Alben vorlegte; seit 1992 arbeitete das Podium Trio auch mit Cornell Rochester und Jamaaladeen Tacuma zusammen. Ergänzt um David Murray, George Lewis und Kelvyn Bell traten sie unter dem Namen Sogomougou beim Jazzmarathon in Groningen auf. Ab 1990 spielte er auch im Duo mit Theo Jörgensmann. Später wurde daraus ein Trio mit dem französischen Bassklarinettisten Denis Colin. 
Daneben trat Kuiper seit 1993 mit Jazzmusikern und afrikanischen und indischen Perkussionisten in der Gruppe Jungle Warriors auf, aus der sich im folgenden Jahrzehnt sein World Groove Project entwickelte. Mit seinem Trio begleitete er neben Murray auch Bennie Wallace und Arthur Blythe; er trat im Gitarrentrio Three of a Kind mit Stochelo Rosenberg und weiteren Gitarristen auf. 2006 bildete er das Super-Kwartet mit David Murray, Jamaaladeen Tacuma und Cornell Rochester. Im Jahr 2007 erweiterte er die Gruppe zum Super Quintet (mit Murray, Craig Harris, Tacuma und Calvin Weston). Auch war er mit der von ihm begründeten Gitarrenband The Five Great Guitars (u. a. mit Jan Akkerman, Eric Vaarzon Morel und Harry Sacksioni) unterwegs.
Darüber hinaus war er von 1978 bis 1988 als Gitarrenlehrer an einer Schule tätig, danach bis 1994 an der Musikakademie in Leeuwarden, die dann nach Groningen verlegt wurde. Dort fungierte er von 1994 bis 2000 als Hauptfachlehrer für E-Gitarre in der Pop- und-Jazz-Abteilung. Weiterhin war er als Konzertveranstalter und als Autor zweier Bücher aktiv.